# Veröffentlichungen der Freien Schulgemeinde Wickersdorf
Die Liste mit Veröffentlichungen der Freien Schulgemeinde Wickersdorf enthält Publikationen der Freien Schulgemeinde Wickersdorf von ihrer Gründung 1906 bis zum Ende des Zweiten Weltkrieges 1945. 

## 1906–1918
- Paul Geheeb, Gustav Wyneken: Programm der Freien Schul-Gemeinde Wickersdorf. Selbstverlag, Wickersdorf November 1906, OCLC 249227634.
- August Halm: Klavierübung 3. Freie Schulgemeinde Wickersdorf, Wickersdorf 1907, OCLC 916029746.
- Freie Schulgemeinde Wickersdorf (Hrsg.): Erster Jahresbericht der Freien Schulgemeinde Wickersdorf. 1. September 1906 – 1. März 1908. Eugen Diederichs, Jena 1908, OCLC 250824016.
- ders.: Wickersdorfer Jahrbuch 1909–1910. Abhandlungen zum Programm bzw. Zweiter Jahresbericht der Freien Schulgemeinde Wickersdorf. 1. März 1908 – 1. Januar 1910. Eugen Diederichs, Jena 1910, OCLC 504224549.
- ders.: Wickersdorfer Jahrbuch. Abhandlungen zum Lehrplan der freien Schulgemeinde (bis 1909/10). Eugen Diederichs, Jena 1910, OCLC 183383415.
- ders.: Programm der Freien Schulgemeinde Wickersdorf. Wickersdorf 1909, OCLC 254015571.
- ders.: Programm der Freien Schulgemeinde Wickersdorf. Wickersdorf 1910, OCLC 917827757.
- ders.: Programm der Freien Schulgemeinde Wickersdorf. Wickersdorf 1911, OCLC 604378452.
- Martin Luserke: Dritter Jahresbericht der Freien Schulgemeinde Wickersdorf. 1. Januar 1910 – 1. Juni 1911. Eugen Diederichs, Jena 1911.
- ders.: Vierter Jahresbericht der Freien Schulgemeinde Wickersdorf. 1. Juni 1911 – 1. Oktober 1912. Eugen Diederichs, Jena 1912.
- ders.: Programm der Freien Schulgemeinde Wickersdorf. Wickersdorf 1912, OCLC 254429350 / OCLC 836506647.
- ders.: Theateraufführungen an der Freien Schulgemeinde und Schulaufführungen überhaupt. In: Vierter Jahresbericht der Freien Schulgemeinde Wickersdorf. 1. Juni 1911 – 1. Oktober 1912. Eugen Diederichs, Jena 1912, S. 45–55.
- Freie Schulgemeinde Wickersdorf (Hrsg.): Wickersdorfer Jahrbuch 1909/1910. Eugen Diederichs, Jena 1910, OCLC 504224549.
- Gustav Wyneken: Kabinett gegen Freie Schulgemeinde. Eine Abrechnung mit der Bureaukratie und ein Appell an die Oeffentlichkeit. Ernst, München 1910, OCLC 943415380.
- Freie Schulgemeinde Wickersdorf (Hrsg.): Aufnahme-Bedingungen und Mitteilungen der Freien Schulgemeinde Wickersdorf. Selbstverlag, Wickersdorf 1. Februar 1910, OCLC 315320360.
- Lehrerschaft der Freien Schulgemeinde Wickersdorf (Hrsg.): Wickersdorfer Jahrbuch. Abhandlungen zum Lehrplan der freien Schulgemeinde, Periodikum. Eugen Diederichs, Jena 1909–1914, OCLC 183383415.
- Bund für freie Schulgemeinden: Die Freie Schulgemeinde. Organ des Bundes für freie Schulgemeinden, Periodikum. Eugen Diederichs, Jena 1910–1920, OCLC 560489442.
- Freie Schulgemeinde Wickersdorf (Hrsg.): Zweiter Jahresbericht der Freien Schulgemeinde Wickersdorf. 1. März 1908 – 1. Januar 1910. Eugen Diederichs, Jena 1910.
- Elisabeth Louis, Georg Hellmuth Neuendorff: Programm einer Erziehungsschule auf dem Lande. Mitzlaff, Rudolstadt 1911, OCLC 254435629.
- Gustav Wyneken: Studentenschaft und Schulreform. Eugen Diederichs, Jena 1911, OCLC 633356463.
- Freie Schulgemeinde Wickersdorf (Hrsg.): Dritter Jahresbericht der Freien Schulgemeinde Wickersdorf. 1. Januar 1910 – 1. Juni 1911. Eugen Diederichs, Jena 1911.
- Freie Schulgemeinde Wickersdorf (Hrsg.): Vierter Jahresbericht der Freien Schulgemeinde Wickersdorf. 1. Juni 1911 – 1. Oktober 1912. Eugen Diederichs, Jena 1912, OCLC 879611545.
- Martin Luserke: Über die Tanzkunst. Hesperus-Verlag, Berlin 1912, OCLC 491092617.
- Martin Luserke: Blut und Liebe. Ein Ritter-Schauer-Drama, 1906 an der FSG Wickersdorf geschrieben, 1906 ebenda uraufgeführt, 1912 erstmals veröffentlicht, wird bis heute von vielen Laienspiel- bzw. Amateurtheatergruppen geprobt und aufgeführt.
- Martin Luserke: Wickersdorfer Bühnenspiele. Adolf Saal, Lauenburg/Elbe, OCLC 73154831.
- Martin Luserke: Fünf Komödien und Fastnachtsspiele aus der Freien Schulgemeinde Wickersdorf (Karl der Große und der Pfaffe Ameis, Der unsichtbare Elefant, Zeichensprache, Blut und Liebe, Abenteuer in Tonking). Bonsels, München 1912, OCLC 4565401.
- L. Veeh: Die freie Schulgemeinde Wickersdorf als Zukunftsschule. In: Der Schulfreund, Ergänzungsheft 2 (= Pädagogik und Philosophie). Riethmüller, Kirchheim 1913, OCLC 73019954.
- Gustav Wyneken: Mein Verhältnis zu Wickersdorf. Otto Henning, Greiz 1916, OCLC 162430502.
- Bernhard Hell: Autonomie der Jugend in der Freien Schulgemeinde Wickersdorf. In: Das Alumnat, H. 7 (1912), S. 250–254.
- Bernhard Hell: Die Freie Schulgemeinde Wickersdorf. In: Das Alumnat, H. 5/6 (1913), S. 241–220.
- Bernhard Hell: Fichte und die Freie Schulgemeinde. In: Die Tat, 5 (1914), S. 1059–1062.
- Walter Hammer-Hoesterey: Wickersdorfer Jahrbuch 1914. Abhandlungen zum Lehrplan der Freien Schulgemeinde. Eugen Diederichs, Jena 1914.
- Freie Schulgemeinde Wickersdorf: Wickersdorfer Jahrbuch 1914. Abhandlungen zum Lehrplan der Freien Schulgemeinde. Eugen Diederichs, Jena 1914, OCLC 782008569.
- Gustav Wyneken: Die neue Jugend. Ihr Kampf um Freiheit und Wahrheit in Schule und Elternhaus, in Religion und Erotik. Steinicke, München 1914, OCLC 312140083.
- Martin Luserke: Freimaurerei und moderne Pädagogik. Sonderdruck aus dem Freimaurer-Wochenblatt Der Herold. Verein deutscher Freimaurer, Berlin 1914, OCLC 72230173.
- Gustav Wyneken: Carl Spitteler-Heft zum 70. Geburtstag des Dichters (= Die freie Schulgemeinde, 5. Jg., Heft 3/1915). Eugen Diederichs, Jena 1915, OCLC 730560782.
- Freie Schulgemeinde Wickersdorf (Hrsg.): Chronik. An die Außenmitglieder und Freunde der F.S.G., o. Verl. u. Ort 1915–1916, OCLC 315441222.
- ders.: Zur Neugestaltung des Schulwesens. Forderungen der Freien Schulgemeinde Wickersdorf zur Neugestaltung des Schulwesens. 1918, OCLC 315319959.
- Gustav Wyneken: Wider den altsprachlichen Schulunterricht. Eugen Diederichs, Jena 1916, OCLC 18060134.
- Bernhard Uffrecht: Dr. Gustav Wyneken. Eine Abwehr und Abrechnung. Entgegnung der Freien Schulgemeinde Wickersdorf auf Dr. Wynekens Schrift: Ẁickersdorf – Ein Querschnitt. Eugen Diederichs, Jena 1917, OCLC 79326428.
- Bernhard Hell: Dr. Wyneken und die Gründung Wickersdorfs. In: Freideutsche Jugend, 3 (1917), H. 12, S. 414–419.
- Bernhard Hell: Die Kriegsprimaner. In: Die Tat, 8 (1917), H. 10, S. 892–903.
- Freie Schulgemeinde Wickersdorf (Hrsg.): Forderungen der Freien Schulgemeinde Wickersdorf zur Neugestaltung des Schulwesens. Selbstverlag, Wickersdorf 1918, OCLC 315319959.
- August Halm, Romain Rolland, Gustav Wyneken: Musik für Schulen. Drei Duette, Musik zu „Was ihr wollt“, Canticus Ostiarius. In: Die freie Schulgemeinde. Blatt des Bundes für freie Schulgemeinden, 9. Jg., Heft 1, Oktober 1918. Eugen Diederichs, Jena 1918, OCLC 954970773.

## 1919–1932
- Martin Luserke: Warum arbeitet der Mensch? Eine sozialistische Ideologie der Arbeit (= Praktischer Sozialismus, Band 3). Karl Korsch (Hrsg.), Verlag Freies Deutschland, Hannover 1919.
- Martin Luserke: Schulgemeinde. Der Aufbau der neuen Schule. Berlin 1919, OCLC 561230178.
- Gustav Wyneken: Der Gedankenkreis der Freien Schulgemeinde. Dem Wandervogel gewidmet. Eugen Diederichs, Jena 1919, OCLC 312140067.
- August Halm zum fünfzigsten Geburtstag gewidmet (= Die freie Schulgemeinde. Blatt des Bundes für freie Schulgemeinden). Eugen Diederichs, Jena 1919, OCLC 695883946.
- Gustav Wyneken: Revolution (= Freie Schulgemeinde. Blatt des Bundes für freie Schulgemeinden, IX. Jg., Heft 2/3). Eugen Diederichs, Jena 1919, OCLC 248156725.
- Gustav Wyneken: Schule und Jugendkultur. Eugen Diederichs, Jena 1919, OCLC 10769310.
- Martin Luserke: Schulgemeinde. Der Aufbau der neuen Schule. Furche-Verlag, Berlin 1919, OCLC 770618211.
- Gustav Wyneken: Der Kampf für die Jugend. Gesammelte Aufsätze. Eugen Diederichs, Jena 1920, OCLC 782005944.
- Freie Schulgemeinde Wickersdorf: Leitsätze der Freien Schulgemeinde Wickersdorf. Stöckist, Saalfeld an der Saale 1920, OCLC 831159534.
- Martin Luserke: Die Freie Schulgemeinde Wickersdorf bei Saalfeld a. d. Saale. Propaganda-Schrift der Freien Schulgemeinde Wickersdorf, die aus der Praxis einer Reformschule heraus deren Grundsätze und Erfahrungen darstellt – 1. Jahresbericht. Selbstverlag, Wickersdorf [ca. 1920], OCLC 257665056.
- Martin Luserke: Propagandaschrift der Freien Schulgemeinde Wickersdorf, die aus der Praxis einer Reformschule heraus deren Grundsätze und Erfahrungen darstellt. Die Freie Schulgemeinde Wickersdorf bei Saalfeld a. d. Saale [ca. 1920], OCLC 257665056.
- Martin Luserke: Die Freie Schulgemeinde Wickersdorf bei Saalfeld a. d. Saale. o. O., o. J., OCLC 72230247.
- Martin Luserke: Die Freie Schulgemeinde Wickersdorf. In: Franz Hilker (Hrsg.): Deutsche Schulversuche. C. A. Schwetschke, Berlin 1924, S. 77–89, OCLC 250122489.
- G. Walter Klein: Die Freie Schulgemeinde Wickersdorf. Ein soziologischer Versuch. Eugen Diederichs, Jena 1921, OCLC 162975148.
- Gustav Wyneken: Eros. Adolf Saal, Lauenburg/Elbe 1921, OCLC 719479470.
- Martin Luserke: Shakespeare-Aufführungen als Bewegungsspiele. Mit einem Nachwort von Hans Brandenburg. Hrsg. v. Bund für das Neue Theater. Walter Seifert Verlag, Stuttgart/Heilbronn 1921, OCLC 901163616.
- Martin Luserke: Zur Technik des Shakespearischen Lustspiels. Walter Seifert Verlag, Stuttgart/Heilbronn 1921.
- Martin Luserke: Die drei Wünsche. Ein wahrhaft romantisches Sonnenwendspiel. Adolf Saal Verlag, Lauenburg/Elbe 1922, OCLC 174796734.
- Gustav Wyneken: Der Europäische Geist. Gesammelte Aufsätze über Religion und Kunst. Adolf Saal, Lauenburg/Elbe 1922, OCLC 1190425.
- Martin Luserke: Brunhilde auf Island. Ein wahrhaft romantisches Sonnenwendspiel. Adolf Saal Verlag, Lauenburg/Elbe 1922, OCLC 906834065.
- Martin Luserke: König Drosselbart. Ein Wikinger-Märchen. Adolf Saal Verlag, Lauenburg/Elbe 1922, OCLC 839967991.
- Gustav Wyneken: Wickersdorf. Adolf Saal Verlag, Lauenburg (Elbe) 1922, OCLC 53141612.
- Martin Luserke: Der gläserne Spiegel. In: Ludwig Pallat, Hans Lebede (Hrsg.): Jugend und Bühne. Ferdinand Hirt Verlag, Leipzig 1924, OCLC 613042198.
- Freie Schulgemeinde Wickersdorf (Hrsg.): Rundschreiben der Freien Schulgemeinde Wickersdorf an ihre auswärtigen Mitglieder und Freunde. o. V., Leipzig 1925, OCLC 315441218.
- Walter Hammer-Hoesterey: Zum zwanzigjährigen Bestehen der Schulgemeinde Wickersdorf. In: Junge Menschen, Sonderheft, 7. Jg. 1926, Heft 11. Melle 1926, OCLC 258063716.
- Hilmar Höckner: August Halm und die Musik in der Freien Schulgemeinde Wickersdorf. G. Kallmeyer, Wolfenbüttel 1927, OCLC 21590165.
- Freie Schulgemeinde Wickersdorf (Hrsg.): Bericht über die Lehrerkrise in Wickersdorf. Winter 1927/28. o. O. 1928, OCLC 315211062.
- August Halm: Wickersdorfer Gesänge. Hrsg. im Auftrage der Freien Schulgemeinde Wickersdorf, o. O., o. J., OCLC 720607958.
- August Halm: An die Eltern unserer Schüler. Verlag der Freien Schulgemeinde Wickersdorf, Wickersdorf [1928?], OCLC 315319549.
- August Halm: Wickersdorfer Gesänge. Verlag der Freien Schulgemeinde Wickersdorf, Wickersdorf [1928?], OCLC 1015821093.
- Freie Schulgemeinde Wickersdorf (Hrsg.): Bilder aus der Freien Schulgemeinde Wickersdorf. Selbstverlag, Wickersdorf 1930, OCLC 72054441.
- Freie Schulgemeinde Wickersdorf (Hrsg.): Bilder aus der Freien Schulgemeinde Wickersdorf im Winter. Selbstverlag, Wickersdorf [um 1930], OCLC 72054439.
- Freie Schulgemeinde Wickersdorf: Grundsätze der Freien Schulgemeinde Wickersdorf. o. V., Wickersdorf, [ca. 1930], OCLC 263671892.
- Jaap Kool: Das Saxophon (= J. J. Webers illustrierte Handbücher; 280 S. m. zahlr. Abb. u. Notenbeisp.). J. J. Weber, Leipzig 1931 (Reprints: (dt.) Bochinsky, Frankfurt am Main 1989, ISBN 3-923639-81-3; The Saxophone (englisch), Egon 1987, ISBN 0-905858-40-9).
- Freie Schulgemeinde Wickersdorf (Hrsg.): Tageslauf in Bildern. Hübsch, Berlin/Leipzig 1932, OCLC 72387608.
- ders.: Leitsätze der Freien Schulgemeinde Wickersdorf. o. O. [1920], OCLC 917827757.
- ders.: Wickersdorf. Adolf Saal Verlag, Lauenburg/Elbe 1922, OCLC 53141612.

## 1933–1945
- Freie Schulgemeinde Wickersdorf (Hrsg.): Bildbericht der Schulgemeinde Wickersdorf. o. V., [ca. 1933], OCLC 66438988.
- Erwin Fischer: Grundsätzliches aus dem Gedankengut der Schulgemeinde Wickersdorf, hg. v. Schulgemeinde Wickersdorf Wickersdorf 1933 OCLC 721169000.
- ders.: Bildbericht der Schulgemeinde Wickersdorf. Die Schulgemeinde baut sich einen Badeteich. Wickersdorf b. Saalfeld-S. 1933, OCLC 72054226.
- ders.: Bildbericht der Schulgemeinde Wickersdorf. Wickersdorf b. Saalfeld-S. 1937, OCLC 72054229.
- Alfred Knopf: Wickersdorf einst und jetzt. Neuenhahn, Jena 1938, OCLC 72150454.